# Human Powered Health (kobiecy)
Human Powered Health (Kod UCI: HPH) – amerykańska profesjonalna kobieca grupa kolarska powstała w 2012 pod nazwą Optum-Kelly Benefit Strategies.

## Nazwa grupy w poszczególnych latach
| lata      | nazwa                          |
| --------- | ------------------------------ |
| 2012–2015 | Optum-Kelly Benefit Strategies |
| 2016–2021 | Rally Cycling                  |
| od 2022   | Human Powered Health           |

## Obecny skład (2024)
| Skład drużyny 2024            | Skład drużyny 2024 | Skład drużyny 2024 | Skład drużyny 2024                          |
| Imię i nazwisko               | Data urodzenia     | Państwo            | Poprzednia grupa                            |
| ----------------------------- | ------------------ | ------------------ | ------------------------------------------- |
| Julija Biriukowa              | 24 stycznia 1998   | Ukraina            | UAE Development Team (2023)                 |
| Henrietta Christie            | 23 stycznia 2002   | Nowa Zelandia      | Bepink (2021)                               |
| Audrey Cordon-Ragot           | 22 września 1989   | Francja            | Zaaf Cycling Team (2023)                    |
| Kristabel Doebel-Hickok       | 28 kwietnia 1989   | Stany Zjednoczone  | EF Education-TIBCO-SVB (2023)               |
| Ruth Winder                   | 9 lipca 1993       | Stany Zjednoczone  | Trek-Segafredo (2021)                       |
| Maëlle Grossetête             | 10 kwietnia 1998   | Francja            | FDJ-Suez (2023)                             |
| Romy Kasper                   | 5 maja 1988        | Niemcy             | AG Insurance-Soudal Quick-Step (2023)       |
| Barbara Malcotti              | 19 lutego 2000     | Włochy             | Valcar-Travel & Service (2021)              |
| Daria Pikulik                 | 6 stycznia 1997    | Polska             | Atom Deweloper-Posciellux.pl-Wrocław (2022) |
| Wiktoria Pikulik              | 15 czerwca 1998    | Polska             | MAT Atom Deweloper Wrocław (2023)           |
| Marit Raaijmakers             | 2 czerwca 1999     | Holandia           | Parkhotel Valkenburg (2021)                 |
| Katia Ragusa                  | 19 maja 1997       | Włochy             | Liv Racing TeqFind (2023)                   |
| Lily Williams                 | 24 czerwca 1994    | Stany Zjednoczone  | Hagens Berman-Supermint (2019)              |
| Alice Wood                    | 17 lipca 1995      | Wielka Brytania    | Canyon-SRAM Racing (2022)                   |
| Silvia Zanardi                | 3 marca 2000       | Włochy             | Bepink (2023)                               |
| Linda Zanetti                 | 10 marca 2002      | Szwajcaria         | UAE Development Team (2023)                 |
| Giada Borghesi (2 lip–31 gru) | 27 listopada 2002  | Włochy             | Aromitalia-Basso Bikes-Vaiano (2021)        |
|                               |                    |                    |                                             |
| Źródło: ProCyclingStats       |                    |                    |                                             |